# Komhyr Ridge
Komhyr Ridge är en bergstopp i Antarktis. Den ligger i Östantarktis. Nya Zeeland gör anspråk på området. Toppen på Komhyr Ridge är 2 452 meter över havet, eller 11 meter över den omgivande terrängen. Bredden vid basen är 0,30 km.
Terrängen runt Komhyr Ridge är bergig norrut, men söderut är den kuperad. Trakten är obefolkad. Det finns inga samhällen i närheten.